# Schloss Schwarzenbach (an der Saale)

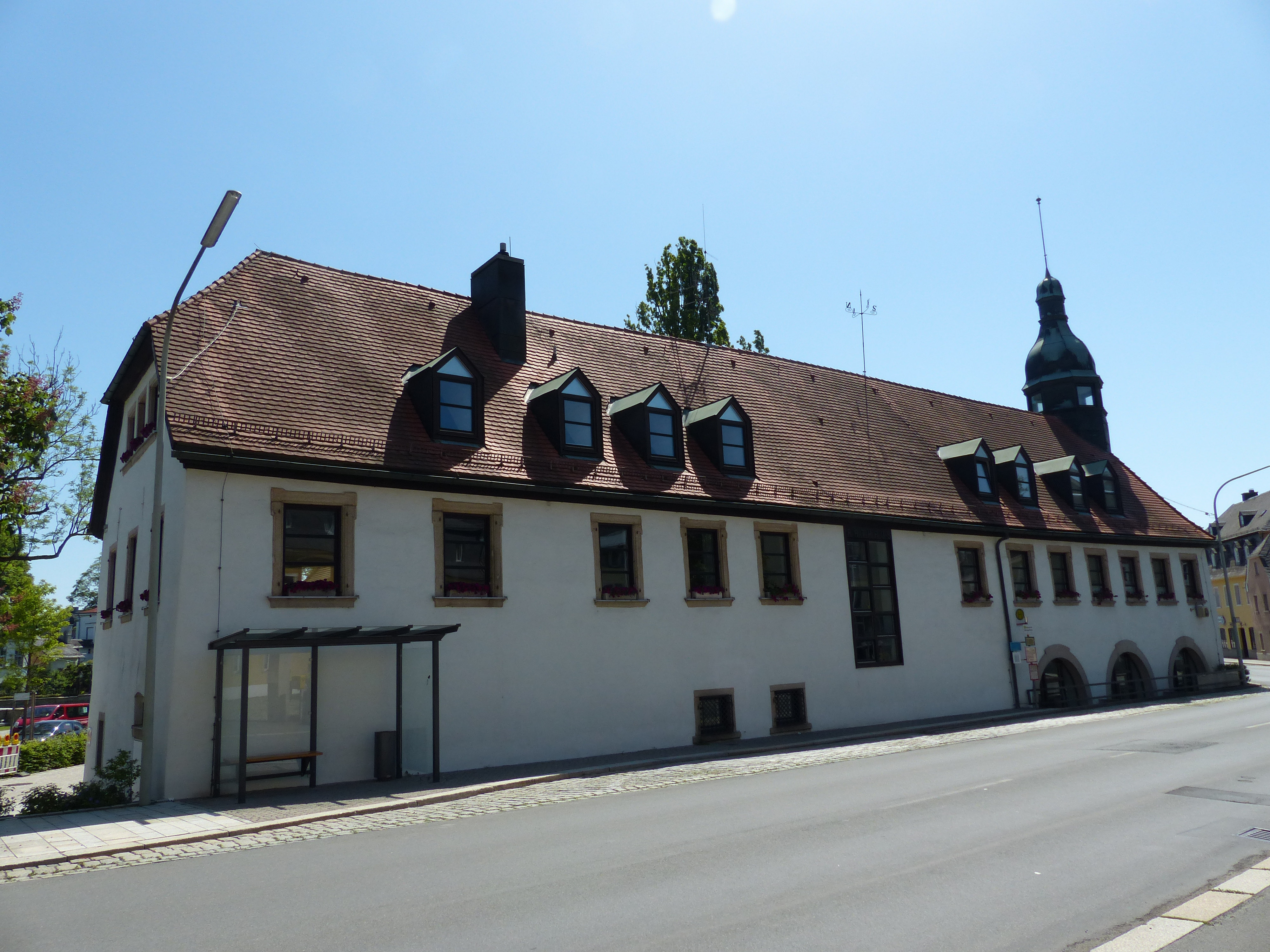
Rathaus in Schwarzenbach an der Saale

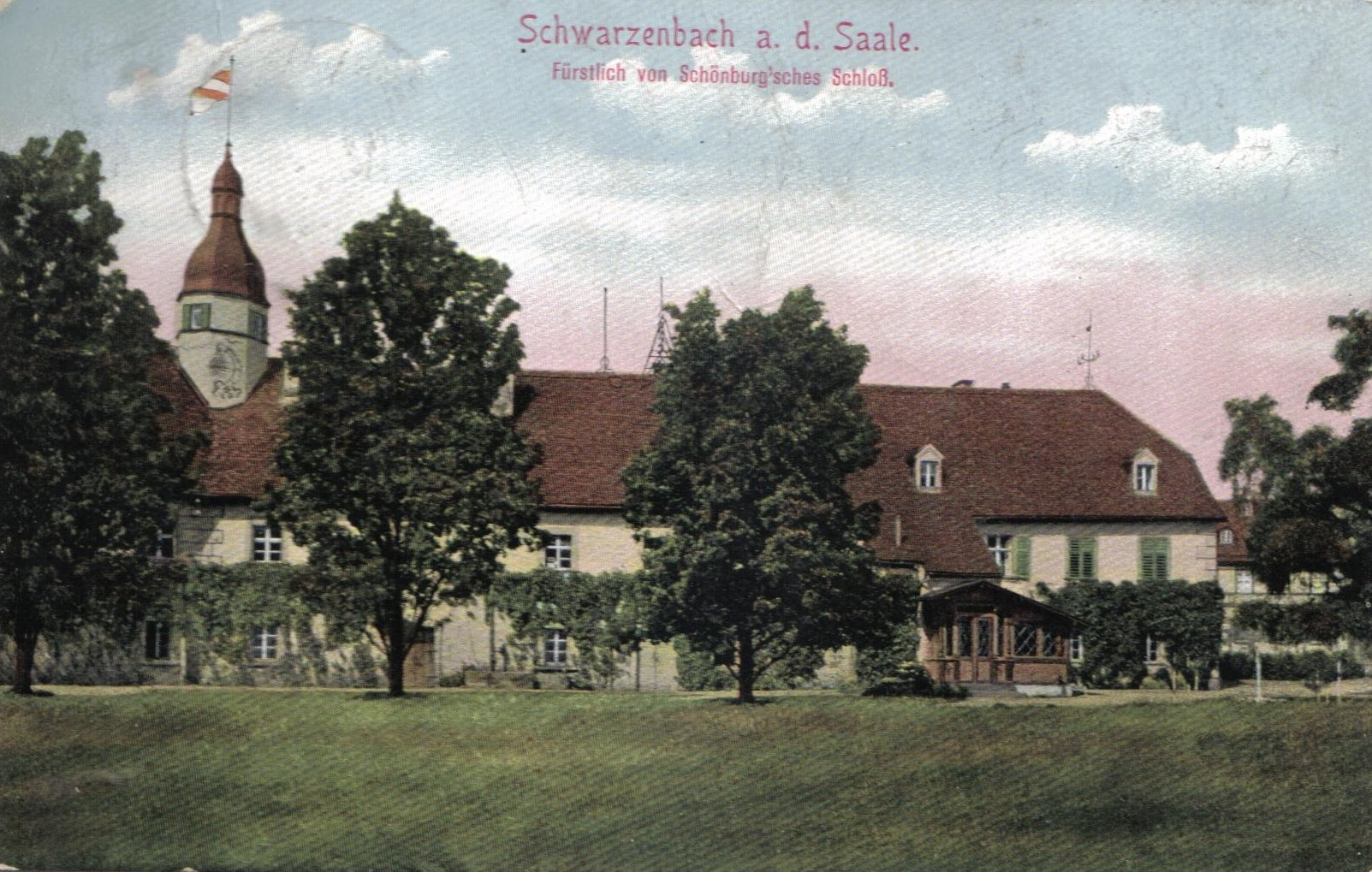
Postkarte vom Anfang des 20. Jahrhunderts

Das Schloss Schwarzenbach in der Stadt Schwarzenbach an der Saale im oberfränkischen Landkreis Hof begann als niederadeliger Ansitz namens Unterhof, wurde unter der Familie von Schönburg-Waldenburg als Schloss neu errichtet und ist heute das Rathaus der Stadt.

## Unterhof
In Schwarzenbach an der Saale gab es drei Rittersitze, den Oberhof, den Unterhof und das Wal in Seuckenreuth. Die beiden Letzteren befanden sich in geringem Abstand voneinander an beiden Ufern der Saale zur Sicherung einer Furt der Altstraße, die am Kirchberg vorbeiführte.
Der Unterhof war ein Teil des Besitzes der Familie von Hirschberg, die Schwarzenbach, das Rittergut Förbau („Vorbin“) sowie verschiedene Gebiete am Kornberg 1381 von den Burggrafen von Nürnberg als Lehen erhielt. Später wurden die Markgrafen von Kulmbach-Bayreuth Lehnsherren. Die von Hirschberg blieben bis 1570, als Christoph von Rothschütz, Amtmann zu Hohenberg, Förbau und in der Folge auch Schwarzenbach erwarb. Kaspar Urban von Feilitzsch, markgräflicher Kanzler und Premierminister, kaufte 1620 das Rittergut Förbau, 1623 Schwarzenbach und veräußerte ein Waldgebiet hinter dem Kornberg mit allen Rechten an den Markgrafen, wofür er die Hoheitsrechte (Halsgericht, Patronatsrecht) über die Gegend erhielt. Seine Tochter erbte diese Güter 1649 und brachte sie samt Schwarzenbach in die Ehe mit dem Reichsfreiherrn Lorenz von Stein ein.
Durch Heirat kamen die Güter Schwarzenbach und Förbau mit allen Rechten und einer Reihe von Dörfern und Weilern in der Umgegend 1706 an die Grafen und späteren Fürsten von Schönburg-Waldenburg. Die in Gauernitz in Sachsen ansässige Linie der Schönburger erbaute in Schwarzenbach ein Schloss als Sommersitz (das heutige Rathaus) und übte bis zum Jahre 1836 das Patrimonialrecht aus. 1845 gründete sie eine Krankenheilanstaltsstiftung und erbaute ein Hospital.
Zu den Privilegien des Rittergutes als Teil der Vogtländischen Ritterschaft zählte die Schriftsässerei, die Obergerichts- und Gemeindeherrschaft sowie das Patronatsrecht über die St.-Gumbertus-Kirche. Zeitweise verfügte das Rittergut über das Vorwerk in Stobersreuth und hatte auch Besitz in Nonnenwald.

## Schloss
Baudenkmäler sind das Rathaus (Ludwigstraße 4 und 6) mit Elementen des 17. Jahrhunderts und das Nachbargebäude (Ludwigstraße 2), die den Südwesten des ehemaligen Rittergutgeländes bilden.